# H. Roger Grant
H. Roger Grant (* 28. November 1943 in Ottumwa; † 17. November 2023 in Central) war ein US-amerikanischer Historiker, der als Professor und Autor vor allem die Geschichte der Eisenbahn in Nordamerika behandelte. 

## Biographie
Grant wuchs in Albia im Süden des US-Bundesstaats Iowa auf. 1966 erwarb er in Indianola einen Bachelor-Collegeabschluss, dem 1967 ein Master in American History an der University of Missouri folgte. 1970 konnte er dort im selben Fachgebiet promovieren. Im selben Jahr nahm er eine Stelle an der Geschichts-Fakultät der University of Akron an, wo er die folgenden 26 Jahre unterrichtete.
1996 wechselte er zur Clemson University in South Carolina, wo er eine Professur der Fakultät für Geschichte und Geographie (Department of History and Geography) bekleidete. Fünf Jahre war er Lehrstuhlinhaber und setzte seine Tätigkeit anschließend in geringerem Umfang fort.
Grant war seit 1966 mit Martha Farrington Grant verheiratet, mit der er eine Tochter hat.
Neben seiner Lehrtätigkeit verfasste Grant 40 Sachbücher, überwiegend populärwissenschaftliche Werke über die Eisenbahn- und Transportgeschichte der Vereinigten Staaten.
Grant verstarb am 17. November 2023 an einem Herzinfarkt.

## Werke (Auswahl)
- H. Roger Grant: The Country Railroad Station in America. Pruett Publishing Company, 1978, ISBN 0-87108-523-2 (englisch, 183 S.).
- H. Roger Grant: Spirit Fruit: A Gentle Utopia. Northern Illinois University Press, 1988, ISBN 0-87580-137-4 (englisch, 217 S.).
- H. Roger Grant: The North Western: A History of the Chicago & North Western Railway System (Railroads in America). Northern Illinois University Press, 1996, ISBN 0-87580-214-1 (englisch, 306 S.).
- H. Roger Grant: Erie Lackawanna: The Death of an American Railroad, 1938–1992. Stanford University Press, 1996, ISBN 0-8047-2798-8 (englisch, 310 S.).
- H. Roger Grant: Getting Around: Exploring Transportation History. Krieger Publishing Company, 2002, ISBN 1-57524-153-6 (englisch, 190 S.).
- H. Roger Grant: “Follow the Flag”: A History of the Wabash Railroad Company. Northern Illinois University Press, 2004, ISBN 0-87580-328-8 (englisch, 304 S.).
- H. Roger Grant: Visionary Railroader: Jervis Langdon Jr. and the Transportation Revolution. Indiana University Press, 2008, ISBN 978-0-253-35216-3 (englisch, 280 S.).
- H. Roger Grant: Railroads and the American People. Indiana University Press, 2012, ISBN 978-0-253-00633-2 (englisch, 328 S.).
- H. Roger Grant: Railroaders without Borders: A History of the Railroad Development Corporation. Indiana University Press, 2015, ISBN 978-0-253-01798-7 (englisch, 256 S.).
- H. Roger Grant: Electric Interurbans and the American People. Indiana University Press, 2016, ISBN 978-0-253-02272-1 (englisch, 192 S.).
- H. Roger Grant: Transportation and the American People. Indiana University Press, 2019, ISBN 978-0-253-04330-6 (englisch, 264 S.).
- H. Roger Grant: A Mighty Fine Road: A History of the Chicago, Rock Island & Pacific Railroad Company. Indiana University Press, 2020, ISBN 978-0-253-04988-9 (englisch, 344 S.).
- H. Roger Grant: The Station Agent and the American Railroad Experience. Indiana University Press, 2023, ISBN 978-0-253-06434-9 (englisch, 226 S.).